# Nationalparks in der Dominikanischen Republik
Die Nationalparks der Dominikanischen Republik werden vom Ministerio del Ambiente des Landes verwaltet.

## Geschichte
Zwischen 1920 und 1967 wurden schätzungsweise rund 60 Prozent des Waldes auf der Insel abgeholzt oder degradiert. Nur noch 4 Prozent der Insel waren bewaldet. Als Reaktion auf die Waldrodung wurde die Forstdirektion (FORESTA) vom Landwirtschaftsministerium zum Verteidigungsministerium des Landes umgeordnet. FORESTA schloss sämtliche Sägewerke und stellte den Holzeinschlag unter Strafe.

## Parks
In der Dominikanischen Republik gibt es folgende Nationalparks:
- Parque Nacional Armando Bermúdez: Inmitten der Cordillera Central, mit den höchsten Bergen der Karibik: dem 3098 Meter hohen Pico Duarte, der 3097 Meter hohen La Pelona, der 3039 Meter hohen Loma La Rucilla und dem 2760 Meter hohen Yaque.

Gemäßigte Zone; Pinienwälder, vereinzelt auch Nebelwald mit Farnbäumen; freilebende Papageien. Temperaturen nachts besonders im Winter oft deutlich unter dem Gefrierpunkt.

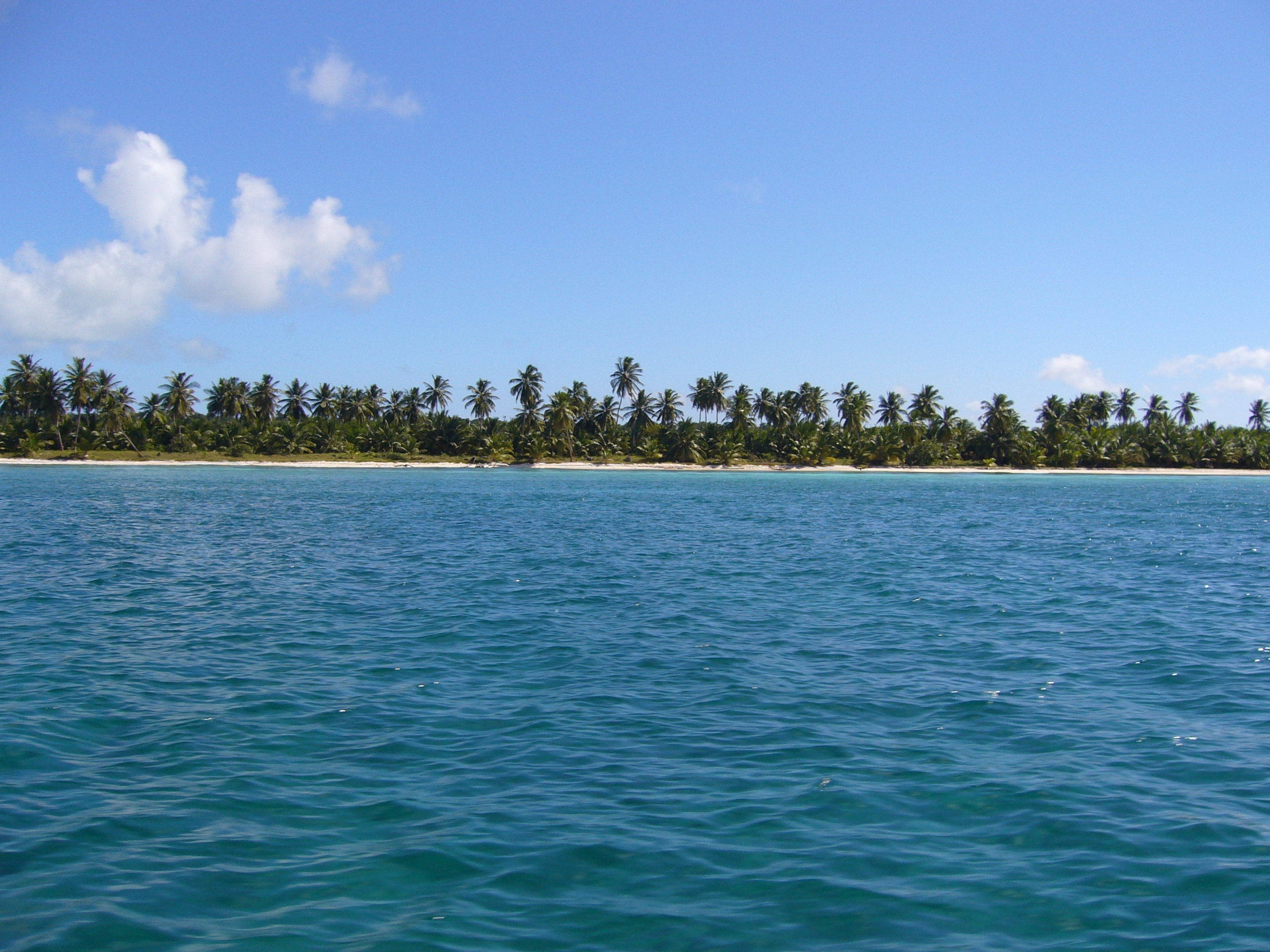
Parque Nacional del Este

- Nationalpark Del Este: im Südosten der Insel zwischen La Romana und der Mündung des Río Yuna. Dazu gehört die reizvolle Isla Saona. Über 110 verschiedene Vogelarten leben im Park, ferner Delphine und Manatís (Seekühe). Der Nationalpark hat eine Größe von 430 Quadratkilometern. Die Küstenlandschaft wird bestimmt von Sandstränden, Steilküsten und Mangrovensümpfen. Dieser Park ist der meistbesuchte Nationalpark in der Dominikanischen Republik. Von Bayahibe aus werden täglich Touren zur Isla Saona angeboten. Es gibt Verbindungen mit dem Speedboot oder einem Segelkatamaran.

Trockenwälder, Küstenzone mit Sandstränden; Insel Saona mit großen Palmenbeständen.

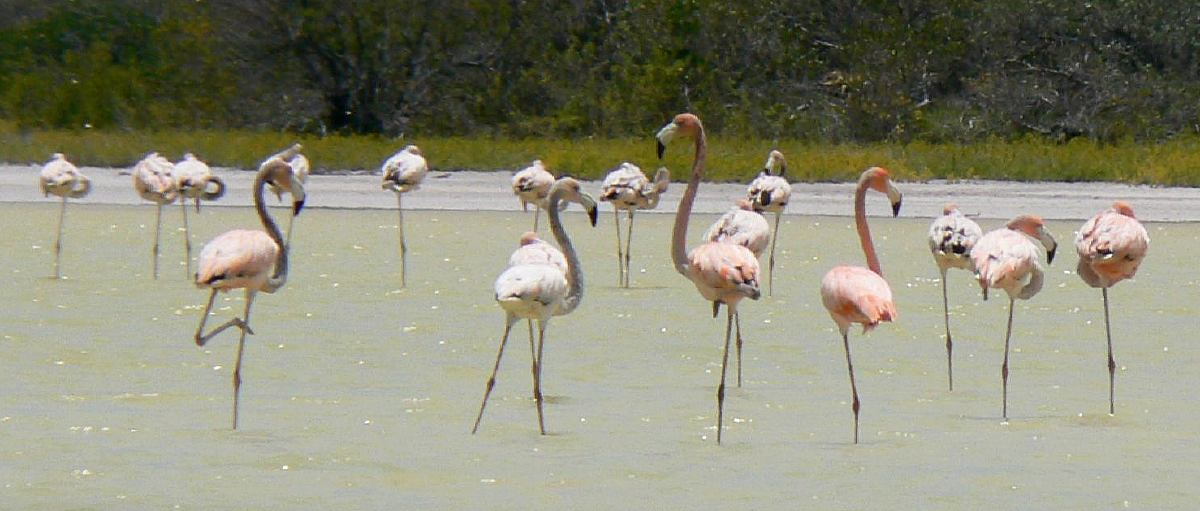
Flamingos am Oviedo-Ufers im Parque Nacional Jaragua

- Nationalpark Jaragua: noch weiter südlich des Parque Nacional Sierra De Baoruco. Dazu gehören die Bahía de las Águilas, die Laguna de Manel Matos, die Isla Beata und die Laguna Oviedo sowie die Höhlen El Guanal, Cueva La Poza und Cueva Mongó, in denen man Taíno-Malerei findet. Die ältesten Fundstücke der indigenen Urbevölkerung reichen bis ins Jahr 2590 v. Chr. zurück. Im Nationalpark Jaragua leben 130 verschiedene Vogelarten.

Trockenwälder, u. a. verwilderte Jasminsträucher; Küstenzone mit fast unberührten Sandstränden; Brutplätze für Meeresschildkröten.
- Parque Nacional José Del Carmen Ramírez: etwas südwestlich vom Parque Nacional Armando Bermúdez, nördlich der Stadt San Juan de la Maguana, direkt südlich der 2.802 Meter hohen Loma De La Viuda.

Gemäßigte Zone; Pinienwälder, vereinzelt auch Nebelwald mit Farnbäumen; freilebende Papageien. Temperaturen nachts besonders im Winter oft deutlich unter dem Gefrierpunkt.
- Parque Nacional Submarino de La Caleta: Bei Boca Chica in der Provinz Santo Domingo gelegener Unterwasser-Nationalpark. Zwischen absichtlich versenkten Schiffen und Booten hat sich hier farbenprächtige Korallenriffe gebildet, die eine Vielzahl an unterschiedlichen Meeresbewohnern beheimaten. Der Nationalpark ist daher bei vielen Touristen als Tauchrevier bekannt.

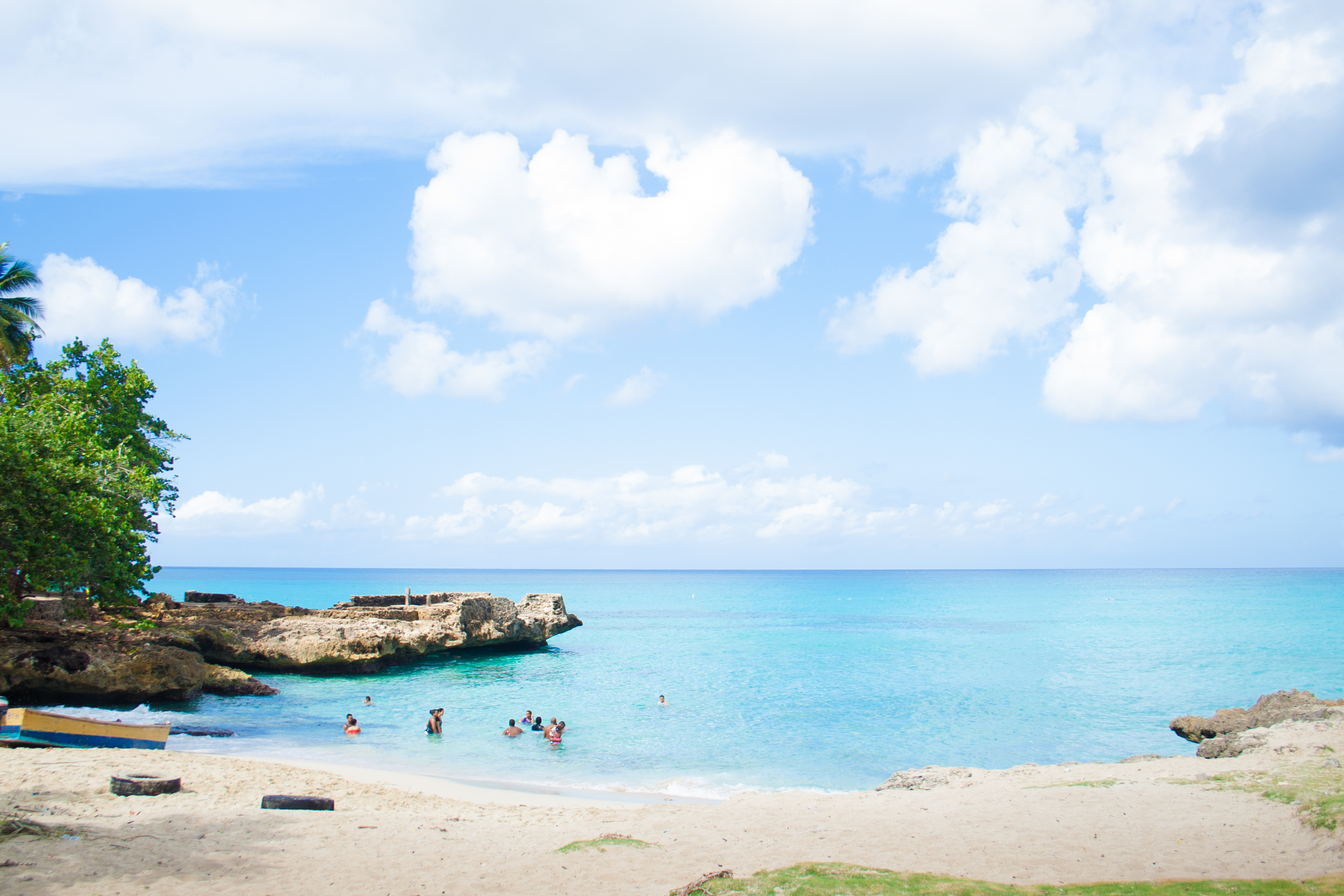
Strand des La Caleta Unterwasser-Nationalpark

- Nationalpark Lago Enriquillo e Isla Cabritos: auf der Insel Isla Cabritos im 36 Meter unterhalb des Meeresspiegels gelegenen Salzsee Lago Enriquillo, im Südwesten des Landes kurz vor der Grenze nach Haiti.

Trockengebiet; Besonderheiten: Spitzkrokodil (Crocodylus acutus), Leguane und Flamingos.

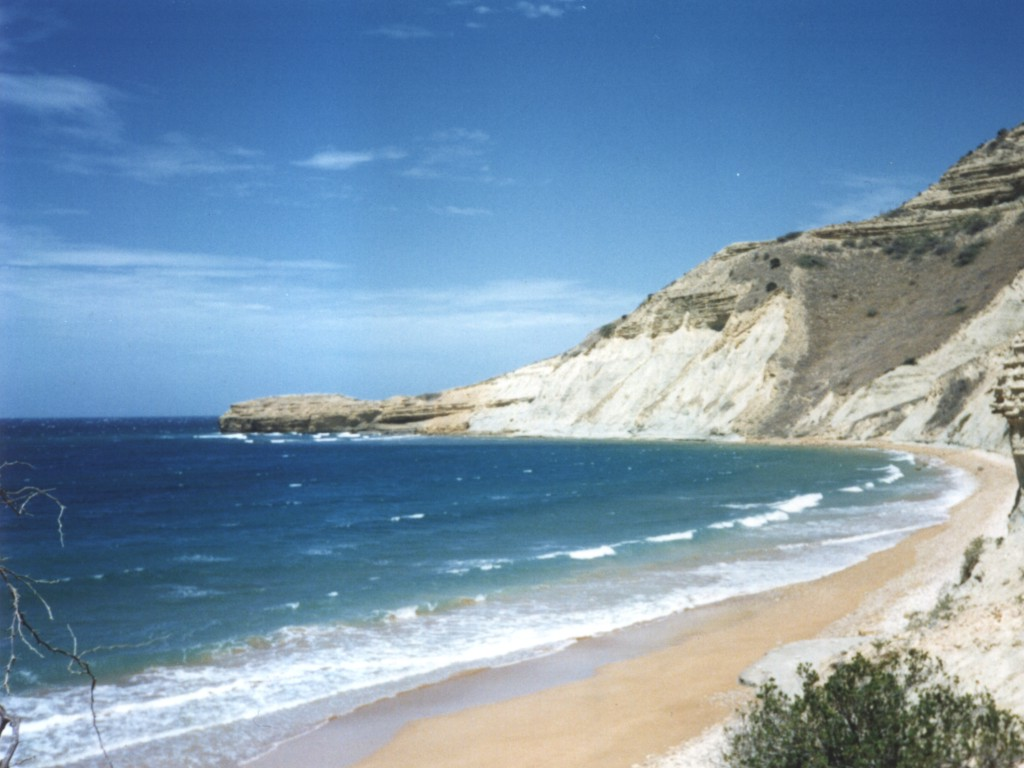
Parque Nacional Monte Cristi

- Nationalpark Monte Cristi: Im äußersten Nordwesten westlich von Monte Cristi. Dazu gehören die sieben Inseln Siete Hermanos in der Bahía de Monte Cristi.

Trockengebiet, Salzwiesen, vorgelagerte Inseln mit Vogelkolonien, Mangrovenwälder; Heimat von Manatís (Seekühen)
- Parque Nacional Los Haitises: südlich der Bahía de Samaná. Der wohl berühmteste Nationalpark der Dominikanischen Republik mit seinen interessanten geologischen Formationen

Karst- und Mangrovenlandschaft; Heimat vieler endemischer Orchideenarten; in den Mangrovenwälder lebten einst Manatís (Seekühe), seit Ende der 1980er Jahre in dieser Region nicht mehr belegt.
- Parque Nacional Sierra De Baoruco: südlich des Lago Enriquillo, westlich der Stadt Barahona, welche mit der Playa de Barahona, Playa Saladilla und Playa San Rafael auch über reizvolle Strände verfügt. Die höchsten Erhebungen des sich über sieben Vegetationszonen erstreckenden Parks in der Sierra Baoruco sind 2368 und 2085 Meter hoch.

Trockenwälder, in höheren Lagen Nebelwald. Zahlreiche Orchideenarten, Geckos und Amphibien (u. a. Eleutherodactylus hypostenor - Baorucu-Höhlenfrosch). Temperaturen nachts in großer Höhe besonders im Winter oft unter dem Gefrierpunkt.
- Parque Nacional Isabel De Torres in Puerto Plata; man fährt mit der Seilbahn „Teleférico“ auf knapp 800 Meter Höhe hinauf. Oben befinden sich eine Christusstatue und ein Botanischer Garten, u. a. mit heimischen Orchideenarten.

- Parque Nacional Pérez Rancier, Valle Nuevo bei Constanza; Hochland in den Südostausläufern der Cordillera Central, der jüngste Nationalpark des Landes.

Gemäßigte Zone: vorwiegend Pinienwälder und Strauchland
- Cueva de la Maravillas (Höhle der Wunder), in der Nähe von San Pedro de Macorís an der Südküste. 35 Meter unter der Oberfläche findet man Malerei der Tainos, der indigenen Ureinwohner der Insel Hispaniola.

- Parque Nacional El Choco und Las cuevas de Cabarete - die Höhlen von Cabarete. Nur knapp zwei Kilometer vom Zentrum des berühmten Surfparadieses Cabarete an der Nordküste (Provinz Puerto Plata) gibt es unterirdische Höhlen, in denen man schwimmen kann. Mit gemieteten Pferden kann man in die Berge des Nationalparks reiten.

Tropische Vegetation, endemische Orchideenarten.